# Pellaea villosa
Pellaea villosa là một loài thực vật có mạch trong họ Adiantaceae. Loài này được (Windham) Windham & Yatsk. mô tả khoa học đầu tiên năm 2003.